# Ugia signifera
Ugia signifera là một loài bướm đêm trong họ Erebidae.